# Grosmannia dryocoetis
Grosmannia dryocoetis är en svampart som först beskrevs av W.B. Kendr. & Molnar, och fick sitt nu gällande namn av Zipfel, Z.W. de Beer & M.J. Wingf. 2006. Grosmannia dryocoetis ingår i släktet Grosmannia och familjen Ophiostomataceae.   Inga underarter finns listade i Catalogue of Life.